# Country Crock
Country Crock är Loosegoats tredje EP, utgiven på Startracks 1996. EP:n återfinns även på samlingsalbumet A Mexican Car in a Southern Field (1997).

## Låtlista
Alla låtar är skrivna av Christian Kjellvander.
1. "Country Crock"
2. "It's So K"
3. "Ten Speed"
4. "Stop Drop-In Inn"
5. "Broken Babe"

## Medverkande musiker
- Johan Hansson - trummor
- Christian Kjellvander - sång, gitarr
- Jens Löwius - gitarr
- Anders Tingsek - bas